# Chiltepín

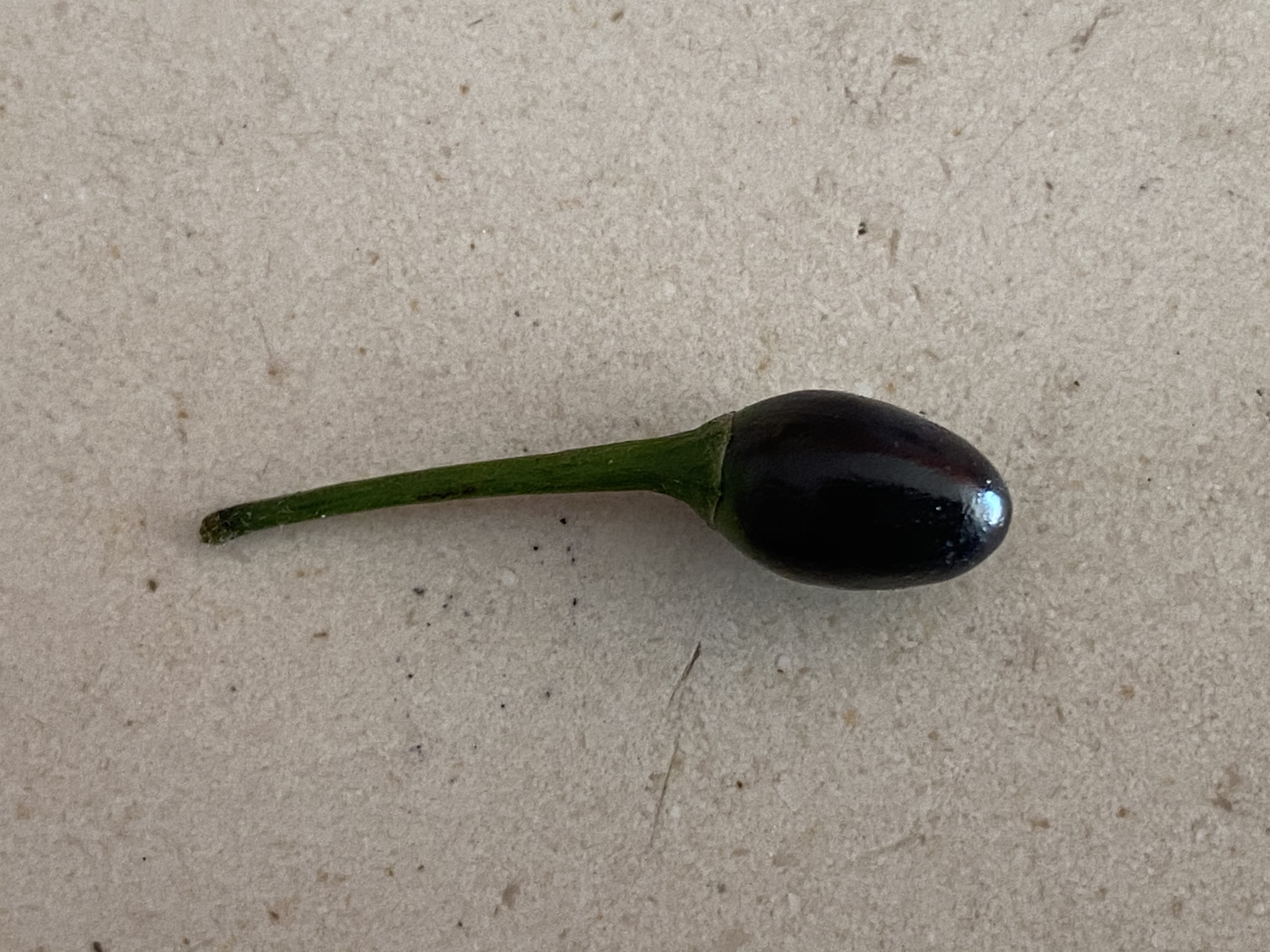
Un chile piquín.

El chiltepín, chiltepe, chile de monte, chile piquín, oají pajaritoes un chile de la especie Capsicum annuum var. glabriusculum utilizado en toda América, desde Arizona y el norte de México hasta Sudamérica. En Guatemala y El Salvador, es conocido como chiltepe, nombre castellanizado del náhuatl, en el cual era conocido como chil tegpin (‘chile pulga’), debido a su tamaño. 
Dependiendo de la región su morfología puede cambiar y se encuentran hasta cinco ecotipos o variantes, que son: Noroeste, (Sonora, Tucson, Sinaloa y Chihuahua); Noreste; Sureste (Chiapas/Oaxaca); Huasteca (Aguascalientes, Veracruz, Hidalgo, Michoacán, Querétaro y Puebla); y Yucatán. La variante Noroeste tiene forma redonda, las otras son alargadas. Es muy frecuentemente utilizado en México, en los estados de Sinaloa, Durango, Baja California Sur, Sonora, Chihuahua, Nuevo León, Tamaulipas, Coahuila, Veracruz y Puebla, donde se utiliza para hacer salsas o como condimento. En México, se disfruta en platillos como el menudo, el pozole o el tapixte (en Veracruz), así como en cualquier tipo de sopas. Su uso agrega un toque muy picante a los platillos, sin hacerlos perder su sabor original. También se puede encontrar en países como Guatemala, El Salvador y Estados Unidos. 
Generalmente, el chiltepín se recolecta en estado silvestre cuando aún presenta una maduración incompleta, para posteriormente ponerse a secar. Es frecuente que en la zona rural forme parte del huerto familiar, junto con otras plantas de uso común.